# Jimmy Yobo
James Yobo (Grasse, 20 de febrero de 1992) es un jugador francés de rugby que se desempeña como centro.

## Palmarés
- Campeón de la Copa de Campeones de 2014–15.